# ساختمان یکپارچه فتوولتائیک
فوتوولتیک‌های ترکیبی با ساختمان (BIPV) یک نوع مصالح و مواد فوتوولتیک هستند که برای جایگزین کردن مواد قدیمی و سنتی در بخش‌هایی از پوشش ساختمان مثل پشت بام، پنجره‌های شیروانی (سقف) یا سر در و نمای خانه‌ها، به کار می‌روند. آن‌ها به‌طور فزاینده ایی در ساخت ساختمان‌های جدید به کار رفته‌اند، مثلاً به عنوان منبع اصلی (عمده) یا منبع مویین و بسیار کوچک توان الکتریکی، هر چند که ساختمانهای فعلی ممکن است از تکنولوژی مشابهی نیز بهره گرفته باشند. مزیت فوتوولتیک‌های ترکیبی نسبت به سیستمهای غیر ترکیبی رایج تر این است که می‌توان با کاهش مبلغ خرج شده برای مصالح ساختمان، هزینه اولیه را حذف کرد و کاری که معمولاً برای ساخت قسمتی از ساختمان که جایگزین مدولهای (بخشهای) BIPV می‌شود، نیاز می‌شود، را انجام نداد. این مزیتها باعث شده که BIPV یکی از سریع / پیشرفت‌ترین بخش‌های صنعت فوتوولتیک باشد.
واژه فوتوولتیکهای به کار رفته در ساختمان (BAPV) گاهی برای اشاره به فوتوولتیکهایی به کار می‌روند که پس از تکمیل ساخت ساختمان، در آن نصب می‌شوند. اکثر تأسیسات ترکیبی در واقع BAPV هستند. برخی از سازندگان بین ساخت و سازهای جدید BIPV و BAPV تمایز قائل می‌شوند.

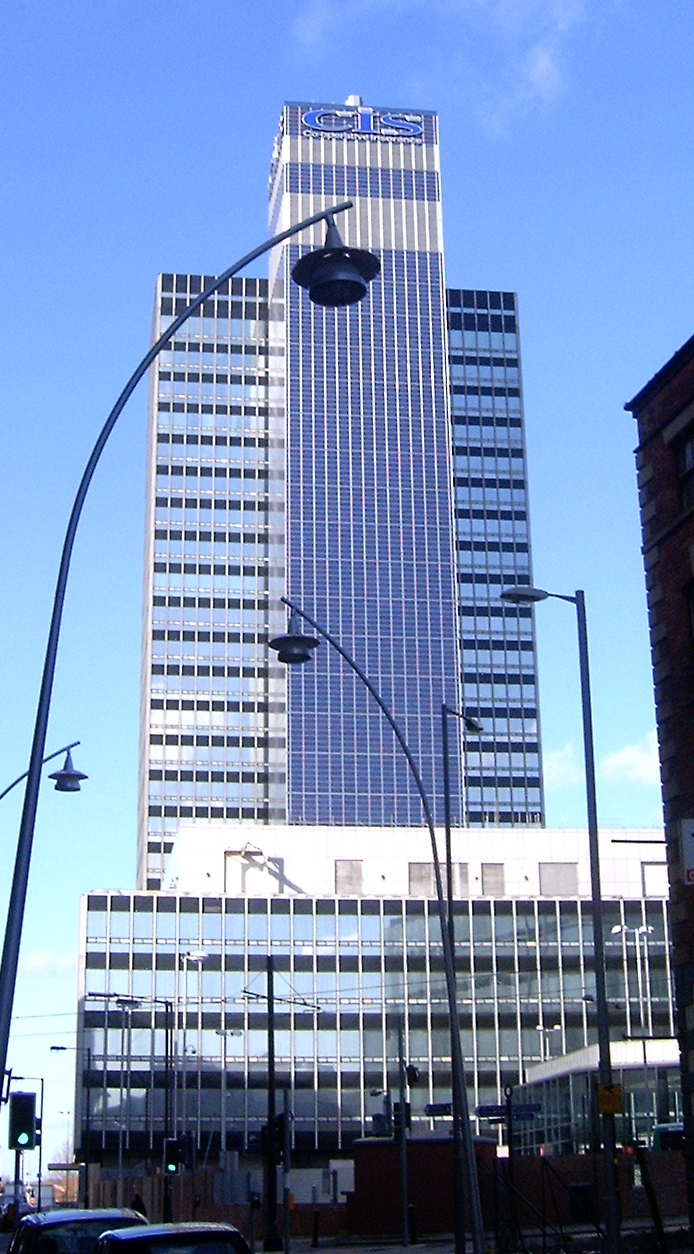
برج سی ای اس واقع در منچستر انگلستان

## تاریخچه
کاربریهای pv برای ساختمان، در سال‌های ۱۹۷۰ شروع به رخ نمایی کرد. تأسیسات و مدولهای فوتوولتیک با فرام آلومینیوم، به ساختمانهایی وصل می‌شدند که معمولاً در نواحی دور دست و بدون دسترسی به یک شبکه توان الکتریکی، بودند. در سال‌های ۱۹۸۰، مدول فوتوولتیک معمولاً به پشت بامها وصل می‌شوند. این سیستمهای pv معمولاً در ساختمانهایی نصب می‌شوند که متصل به گرید یا شبکه utility هستند و در نواحی که ایستگاه‌های توان متمرکز و انبوه دارند، به کار می‌روند. محصولات ساخت و ساز BIPV در سال‌های ۱۹۹۰، برای ترکیب شدن و نصب شدن در پوشش ساختمان به کار رفته و تجاری شدند. در یک پایان‌نامه دکترای ۱۹۹۸ توسط پاترنیا ایفرت، با عنوان ارزیابی قتصادی از BIPV، فرضیه سازی شده بود که یک روز برای تجارت RECs (اعتبارات انرژی بازیافت پذیر) ارزش اقتصادی بالایی وجود خواهد داشت. در یک ارزیابی اقتصادی ز اسل ۲۰۱۱ و شرح مختصری از تاریخچه BIPV (توسط آزمایشگاه انرژی بازیافت پذیر ملی U.S) مشخص شد که در ایند، چالشهای تکنیکی قابل توجهی برای مبارزه وجود خواهد داشت، یعنی قبل از اینکه هزینه‌های نصب BIPV با هزینه‌های پانل فوتوولتیک، رقابتی شود. با این وجود، این اتفاق نظر وجود دارد که از طریق تجاری سازی گسترده آنها، سیستمهای BIPV به ستون فقرات ساختمانهای انرژی صفر (ZEB) و هدف اروپا برای سال ۲۰۲۰ تبدیل می‌شوند. علی‌رغم این نویدتکنیکی، موانع اجتماعی برای کاربرد گسترده آن، شناسایی شده‌است، مثلاً فرهنگ محافظه کارانه صنعت ساختمان و ترکیب آن با طرحهای شهری پرتراکم. این فاکتورها نشان می‌دهند که قابل استفاده بودن آن‌ها برای طولانی مدت، بستگی به تصمیمات کارآمد در زمینه سیاست‌های عمومی و توسعه و پیشرفت تکنولوژیکی، دارد.

## اشکال
مدولها یا تأسیسات پروولتیک در اشکال زیر، وجود دارند.
فلت روفها (پشت بام‌های مسطح)
امروزه بیشترین انواع نصب شده، یک سلول خورشیدی با فیلم نازک است که در پوسته پشت بام پلیمری منعطف نصب می‌شوند.
پیچ روف‌ها (پشت بامهای قیر اندودی شده)
مدولهایی به شکل توفال‌ها (سفال) مختلف و متعدد پشت بام
تفالهای خورشیدی، مدولهایی است که مثل توفالهای معمولی به نظر می‌رسند و عملکردی مشابه دارند، اما سلول منعطفی با فیلم نازک دارند.
این طرح با افازیش عمر نرمال پشت بام، از طریق حفاظت از عایقها و پوسته‌ها در برابر اشعه فرابنفش و تجزیه آب، شهرت یافته‌است؛ و این کار را با از بین بردن انقباض انجام می‌دهد چون دانه شبنم همیشه بالای پوسته پشت بام نگه داشته می‌شود.
سر در یا نمای ساختمان
سر درها را می‌توان روی ساختمان‌های فعلی نیز نصب کرد و به ساختمانهای قدیمی، ظاهر کاملاً جدیدی بخشید. این مدولها روی سر درها و نمای ساختمان (روی ساختار فعلی) نصب می‌شوند و می‌توانند ظاهر ساختمان و ارزش فروش آن را بالا ببرند.
لعابدار کردن
از مدولهای شفاف و نیمه شفاف می‌توان برای تعویض تعدادی از مؤلفه‌های معماری که معمولاً با شیشه یا مواد مشابه ساخته می‌شوند، استفاده کرد، مثل پنجره‌ها و پنجره‌های شیروانی.

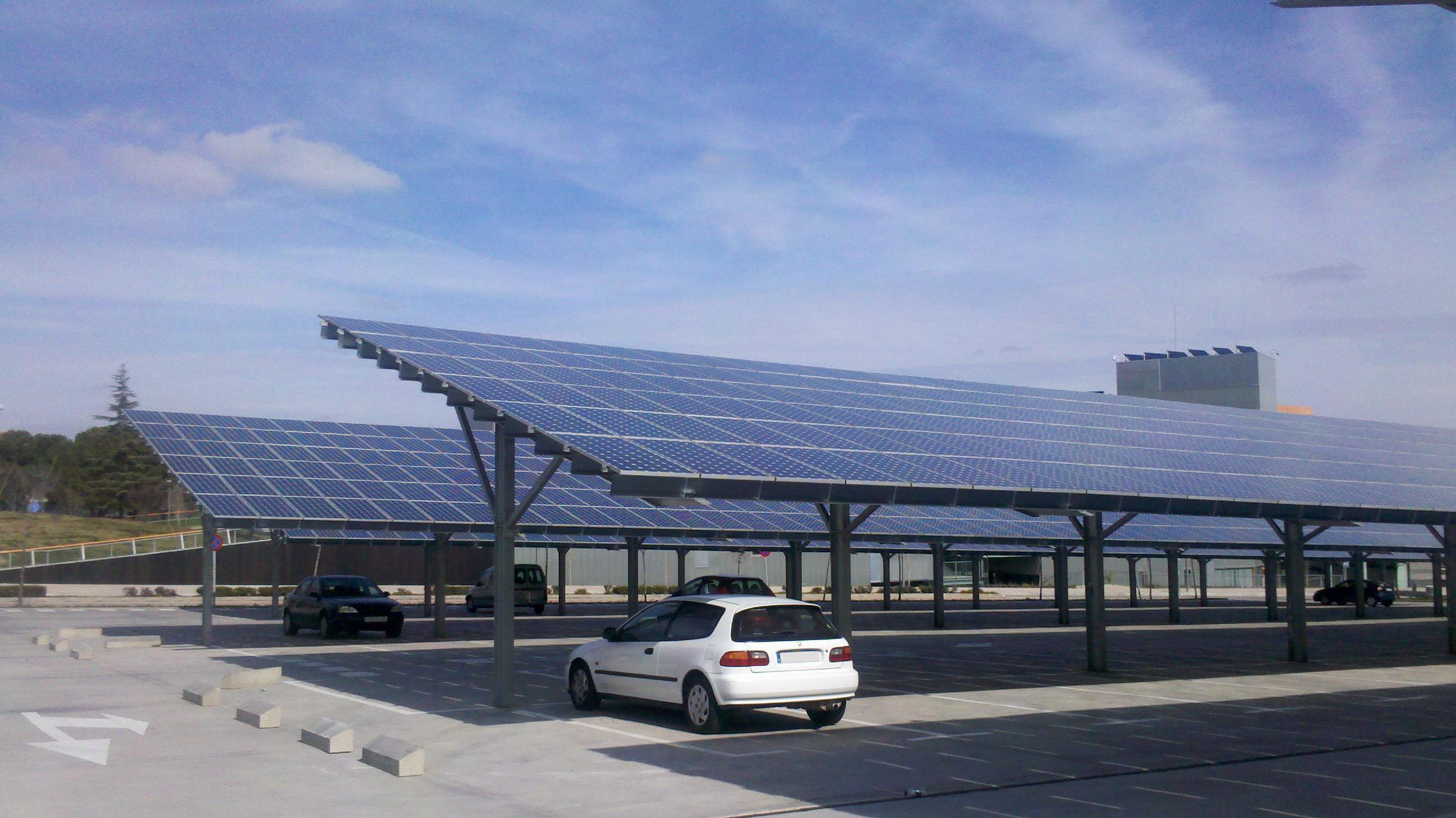
پارکینگ دانشگاه مادرید

## فوتوولتیک‌های شفاف و نیمه شفاف
پانل‌های خورشیدی شفاف از یک اکسید قلع استفاده می‌کنند که سطح داخلی جام شیشه ایی را برای هدایت جریان به خارج سلول، می‌پوشاند. این سلول، حاوی اکسید تیتانیوم است که با یک رنگ یا ماده رنگی فوتوالتریک پوشش داده شده‌است.
اکثر سلولهای خورشیدی قدیمی از نور مادون قرمز و مرئی برای تولید الکتریسیته استفاده می‌کنند. بالعکس سلولهای خورشیدی جدید و ابتکاری از تشعشع فرابنفش نیز استفاده می‌کنند. آن‌ها به جای شیشه‌های پنجره‌های قدیمی و حتی شیشه‌های سطوح بزرگ استفاده می‌شوند و از عملکردهای مرکب تولید برق (توان)، روشنایی و کنترل دما نیز برخوردار هستند.
نام دیگر برای فوتوولتیک‌های شفاف «فوتوولتیک‌های نیمه شفاف» (آنها نیمی از نور وارد شده را انتقال می‌دهند) است. فوتوولتیک‌های آلی هم مثل انواع غیر آلی (غیر ارگانیک) قابلیت نیمه شفاف بودن را دارند.

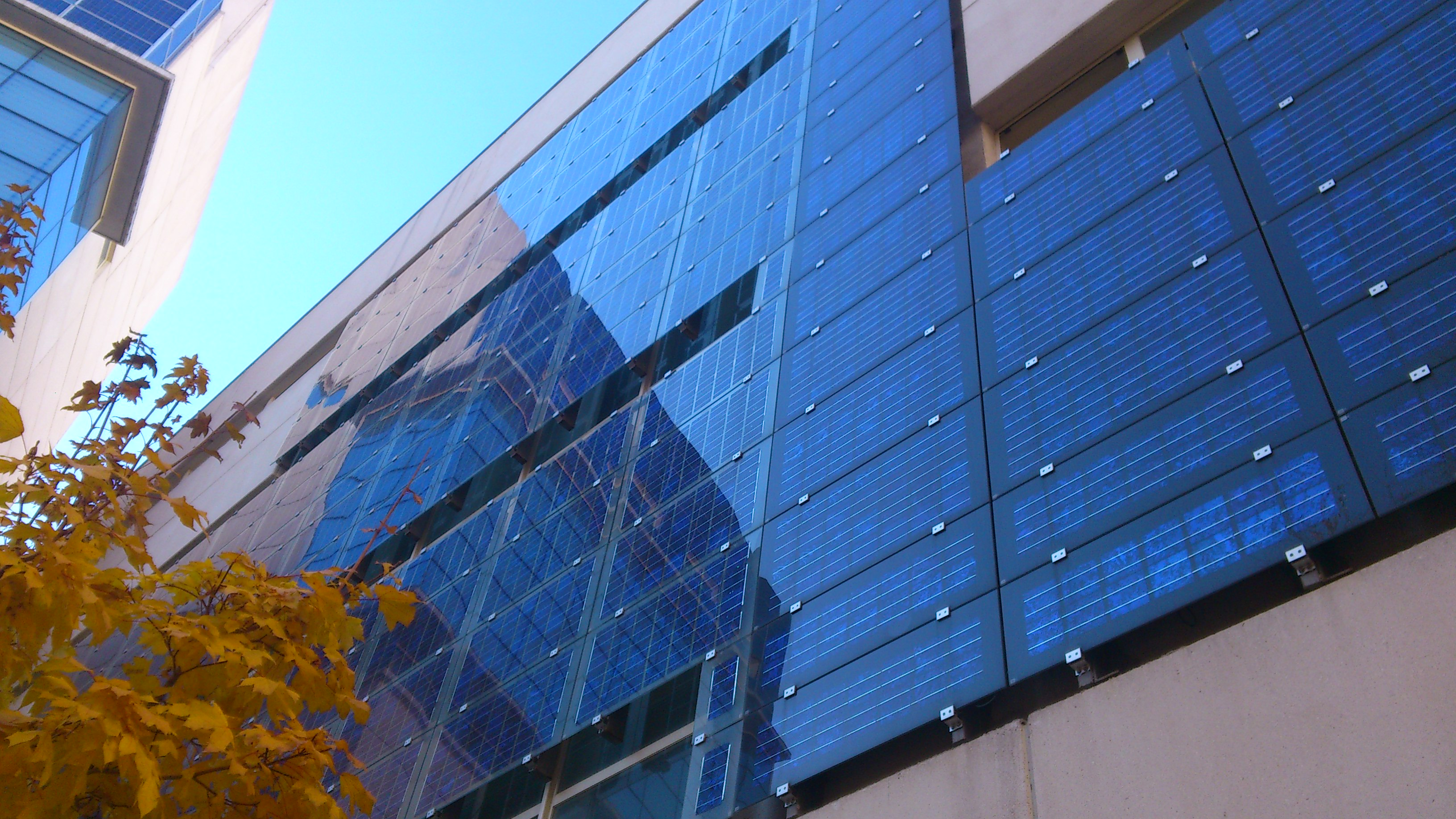
ساختمانی واقع در مادرید اسپانیا

## توابع دولتی
در برخی از کشورها، گزینه‌های بیشتر یا متعلقات (توابع) دیگری هم برای فوتوولتیک‌های BIPV ارائه می‌شود که تعرفه پرداخت سوخت آن‌ها برای سیستم‌های خورشیدی alone – stand جداگانه است. از ماه ژولای ۲۰۰۶، فرانسه بالاترین و بیشترین متعلقات را برای BIPV ارائه داده که مساوی با مازاد (اضافی 25kwh) EUR است که علاوه بر 30 Eurocent برای سیستم‌های PV، مبلغ 0.25 EURO به ازای هر kwh پرداخته می‌شود. این متعلقات به شکل مبلغی که برای هزینه الکتریسیته گرید (شبکه) پرداخته می‌شود، ارائه می‌گردند.

### اتحادیه اروپا
فرانسه ∈0.25/kwh
آلمان ∈0.25/kwh و پاداش نما و سرور که در سال ۲۰۰۹ تمام می‌شود (لغو می‌شود).
ایتالیا ∈۰٫۰۴-∈0.09kwh
بریتانیا ᵮ0/14/39p/kwh
اسپانیا، در مقایسه با تأسیسات غیر ساختمانی که (هزینه) ∈0.28kw/h دریافت می‌کنند
∈۰٫۳۴: ≤20kw
∈0.31:>20kw

### آمریکا
آمریکا – در هر ایالتی هزینه فرق می‌کند – پایگاه داده‌های State Incentives را برای دسترسی به جزئیات بیشتر چک کنید.

### چین
در چین علاوه بر اعلام برنامه جانبی برای پروژه‌های BIPV در ماه مارس ۲۰۰۹، Rm B20/watt برای سیستم‌های BIPV و Rm B15/watt برای سیستم‌های روف تاپ (بالای پشت بامی) ارائه شده‌است. دولت چین اخیراً از برنامه جانبی انرژی فوتوولتیک «پروژه نمایش خورشید طلایی» پرده برداشته‌است. این برنامه با هدف حمایت از پیشرفت و توسعه تولید الکتریسیته فوتوولتیک و تجاری سازی تکنولوژی PV، پیاده شده‌است. وزارت دارایی و اقتصاد، وزارت علوم و تکنولوژی و بیوریای انرژی ملی، در الحاق با یکدیگر، جزئیات برنامه را در ژولای ۲۰۰۹ اعلام کردند. پروژه‌های تولید الکتریسیته فوتوولتیک «آن گرید» تأیید شده، شامل، سیستمهای روف تاپ، BIPV و تأسیسات زمینی می‌باشند که حق دریافت ۵۰ درصد از سرمایه‌گذاری کل هر پروژه (که شامل زیر ساختمانهای انتقال است) را دریافت کرده‌اند. پروژه‌های مستقل آف – گرید تأیید شده، در نواحی دور دست برای ۷۰ درصد از کل سرمایه گذاریها مناسب هستند. در اواسط نوامبر، وزارت اقتصاد و دارایی چین ۲۹ε پروژه (در مجموع ۶۴۲ مگاوات) را که تقریباً RMB20 میلیارد هزینه دربردارد ، انتخاب کرده‌است. این پروژه‌ها تولید انرژی خورشیدی کشور را به شدت افزایش خواهند داد.
Seealso (باز هم ببینید)
```
میکرو – تولید (تولید خرد)
انرژی بازیافت پذیر
توفال پشت بام
سلول خورشیدی
پانل خورشیدی
توان خورشیدی
دمای خورشیدی – حرارت خورشیدی
ساختمان انرژی صفر

شیشه هوشمند
 یک نوع پنجره با قابلیت حفظ انرژی برای سردسازی است.
```